# أرض غير مألوفة
أرض غير مألوفة (بالإنجليزية: Unaccustomed Earth)‏؛ مجموعة قصصية تتكوّن من ثماني قصص قصيرة للكاتبة والروائية الأمريكية ذات الأصول الهندية جومبا لاهيري، وهي المجموعة القصصية الثانية لها. صدرت في العام 2008 في 331 صفحة. نالت المجموعة جائزة فرانك أوكونور الدولية للقصة القصيرة (بالإنجليزية: Frank O'Connor International Short Story Award)‏.